# 梁浩如
梁浩如，广东人，是一名清朝政治人物。
梁浩如曾接替王燮任苏松道道员一职，1908年由蔡乃煌接任。